# Uithuizerwad

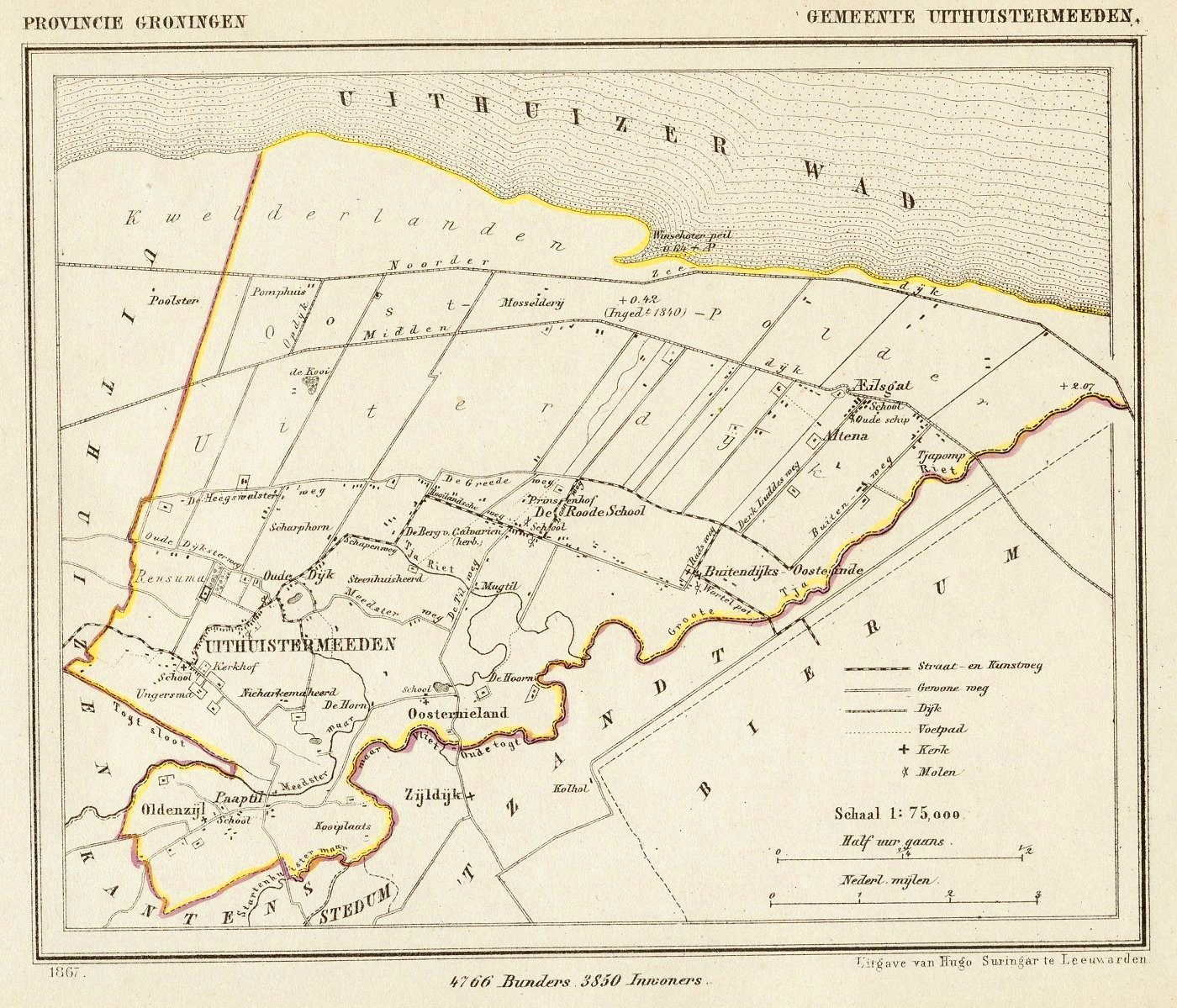
Het Uithuizerwad op een kaart van de gemeente Uithuistermeeden uit 1867. Het was toen nog geen aangewezen natuurgebied.

Het Uithuizerwad is een natuurgebied van Natuurmonumenten van 63 hectare. Het bestaat uit een binnendijks grasland aan de Groninger waddenkust, waar in het verleden kleiwinning werd bedreven, en een buitendijkse kwelder.
In het grasland zijn door de kleiwinning ondiepe plassen ontstaan, en omdat het gebied laaggelegen is komt zoute kwel voor, met bijbehorende typerende plantenbegroeiing. In de kwelder groeit vegetatie als lamsoor en zeealsem.
Tijdens hoogwater komen veel wadlopers in het Uithuizerwad. 's Winters is het een rustplaats voor ganzen en steltlopers op hun trekroute. In het grasland broeden veel kluten; daarom is het gebied niet toegankelijk.